# USS Cloues (DE-265)
USS Cloues (DE-265) là một tàu hộ tống khu trục lớp Evarts được Hải quân Hoa Kỳ chế tạo trong Chiến tranh Thế giới thứ hai. Nó là chiếc tàu chiến duy nhất của Hải quân Mỹ được đặt theo tên Thiếu úy Hải quân Edward Blanchard Cloues (1917-1941), người phục vụ trên thiết giáp hạm Arizona (BB-39) và đã tử trận trong vụ Tấn công Trân Châu Cảng ngày 7 tháng 12, 1941. Nó đã phục vụ cho đến khi chiến tranh kết thúc, xuất biên chế vào ngày 26 tháng 11, 1945 và xóa đăng bạ vào ngày 5 tháng 12, 1945. Con tàu bị bán để tháo dỡ vào ngày 22 tháng 5, 1947. Cloues được tặng thưởng ba Ngôi sao Chiến trận do thành tích phục vụ trong Thế Chiến II.

## Thiết kế và chế tạo
Những chiếc thuộc lớp tàu khu trục Evarts có chiều dài chung 289 ft 5 in (88,21 m), mạn tàu rộng 35 ft 1 in (10,69 m) và độ sâu mớn nước khi đầy tải là 8 ft 3 in (2,51 m). Chúng có trọng lượng choán nước tiêu chuẩn 1.140 tấn Anh (1.160 t); và lên đến 1.430 tấn Anh (1.450 t) khi đầy tải. Hệ thống động lực bao gồm bốn động cơ diesel General Motors Kiểu 16-278A nối với bốn máy phát điện để vận hành hai trục chân vịt; công suất 6.000 hp (4.500 kW) cho phép đạt được tốc độ tối đa 21 kn (24 mph; 39 km/h), và có dự trữ hành trình 4.150 nmi (4.780 mi; 7.690 km) khi di chuyển ở vận tốc đường trường 12 kn (14 mph; 22 km/h).
Vũ khí trang bị bao gồm ba pháo 3 in (76 mm)/50 cal trên tháp pháo nòng đơn có thể đối hạm hoặc phòng không, một khẩu đội 1,1 inch/75 caliber bốn nòng và chín pháo phòng không Oerlikon 20 mm. Vũ khí chống ngầm bao gồm một dàn súng cối chống tàu ngầm Hedgehog Mk. 10 (có 24 nòng và mang theo 144 quả đạn); hai đường ray Mk. 9 và tám máy phóng K3 Mk. 6 để thả mìn sâu.
Cloues được đặt lườn tại Xưởng hải quân Boston ở Boston, Massachusetts vào ngày 23 tháng 2, 1943. Nó được hạ thủy vào ngày 6 tháng 4, 1943; được đỡ đầu bởi bà Alfred S. (Hattie) Cloues, mẹ Thiếu úy Cloues, và nhập biên chế vào ngày 10 tháng 8, 1943 dưới quyền chỉ huy của Hạm trưởng, Trung tá Hải quân W. S. Howard.

## Lịch sử hoạt động
Sau khi hoàn tất việc chạy thử máy và huấn luyện, Cloues khởi hành từ Boston, Massachusetts vào ngày 4 tháng 10, 1943 cho hành trình đi sang khu vực Mặt trận Thái Bình Dương. Đi ngang qua New York, kênh đào Panama và San Francisco, California, con tàu đi đến Trân Châu Cảng vào ngày 17 tháng 11. Nó tiếp tục hoạt động huấn luyện, thực hành tác xạ và thực tập đổ bộ tại khu vực phụ cận Oahu cho đến ngày 30 tháng 11, khi nó lên đường hộ tống một đoàn tàu vận tải đi San Francisco. Trong những tháng tiếp theo, nó đảm nhiệm việc hộ tống vận tải đi lại giữa các khu vực Hawaii và San Francisco, rồi khởi hành từ Trân Châu Cảng vào ngày 29 tháng 2, 1944 để đi đến đảo Johnston và quần đảo Gilbert, đến nơi vào ngày 11 tháng 3. Nó đảm nhiệm hộ tống vận tải và hỗ trợ đổ bộ lên các đảo Bikini, Enyu và Rongelap. Nó bắt đầu đặt căn cứ tại Kwajalein từ ngày 22 tháng 3 để phục vụ hộ tống vận tải tại khu vực quần đảo Marshall.
Từ ngày 2 đến ngày 27 tháng 5, Cloues được giao nhiệm vụ đặc biệt trinh sát hoạt động của đối phương trên các đảo Jaluit, Wotje, Mille và Loj còn do quân Nhật chiếm giữ. Con tàu đã cho đổ bộ, và sau đó thu hồi, một đội trinh sát bao gồm một sĩ quan, một thông dịch viên và ba trinh sát viên người bản địa phối hợp với tình báo viên ngầm tại chỗ; nhóm này đã hoạt động thành công trong việc đánh giá hiệu quả các đợt không kích vào những tháng trước đây. Sau khi hoàn thành nhiệm vụ, con tàu quay trở lại nhiệm vụ hộ tống vận tải từ Eniwetok để hỗ trợ cho chiến dịch đổ bộ lên Guam.
Trong giai đoạn từ ngày 25 tháng 11 đến ngày 23 tháng 12, Cloues tiếp tục vai trò hộ tống vận tải giữa Eniwetok và Saipan; và trong giai đoạn cho đến ngày 10 tháng 3, 1945 là hoạt động vận tải giữa Eniwetok đến Ulithi và Kossol Roads. Vào ngày 22 tháng 3, nó lên đường để phục vụ cho Trận Okinawa, hoạt động tuần tra chống tàu ngầm và phòng không, canh phòng máy bay cho tàu sân bay, phá hủy thủy lôi cũng như vận chuyển nhân sự, thư tín và hàng hóa. Nó quay trở lại Ulithi vào ngày 28 tháng 4, rồi lại lên đường vào ngày 4 tháng 5 để đi sang vịnh San Pedro, Philippines, làm nhiệm vụ bảo vệ cho đến ngày 27 tháng 5, khi nó quay trở lại Ulithi. Con tàu lại lên đường vào ngày 9 tháng 6 để đi sang vịnh San Pedro, nơi nó tham gia lực lượng đổ bộ cho chiến dịch chiếm đóng Balikpapan trên đảo Borneo. Nó quay trở lại vịnh San Pedro vào ngày 8 tháng 7, rồi lên đường quay trở về Hoa Kỳ ngang qua Eniwetok và Trân Châu Cảng, về đến San Francisco vào ngày 29 tháng 7.
Sau khi chiến tranh kết thúc, Cloues được cho xuất biên chế vào ngày 26 tháng 11, 1945. Con tàu bị bán để tháo dỡ vào ngày 22 tháng 5, 1947.

## Phần thưởng[1]
|                                         |  |  |
| Bronze star · Bronze star · Bronze star |  |  |

| Huân chương Chiến dịch Hoa Kỳ                                           |                                      |                                      |                                         |
| Huân chương Chiến dịch Châu Á-Thái Bình Dương với 3 Ngôi sao Chiến trận | Huân chương Chiến thắng Thế Chiến II | Huân chương Chiến thắng Thế Chiến II | Huân chương Phục vụ Chiếm đóng Hải quân |